# Nieuw Fort St. Andries
Het Nieuw Fort St. Andries (ook wel Fort Nieuw Sint Andries genoemd) is een voormalig militair fort tussen Maas en Waal bij Heerewaarden. Het dateert uit 1812 en werd gebouwd ter vervanging van het (oude) Fort Sint-Andries uit 1599.
Dit laatste fort ligt een paar honderd meter oostelijker van Nieuw Fort St. Andries. Het werd tijdens de Tachtigjarige Oorlog door de Spanjaarden gebouwd om zich te beschermen tegen de Hollanders.
Vanuit het fort in Heerewaarden hadden zij een perfect uitzicht over het rivierengebied.
Tijdens de Tweede Wereldoorlog werd in het fort een kleine afdeling van de Duitse Luftwaffe gestationeerd.
Later in de oorlog bezetten troepen van de 712e Duitse Infanteriedivisie het fort. In april 1945 werd het fort door de Duitsers opgeblazen, nadat de Engelse Royal Marines vanuit Kerkdriel en het Belgische 2e Bataljon Fusiliers vanuit Heerewaarden een aanval op het fort hadden ingezet. Op de Waaldijk staat het Hadwin & Stopher Memorial, een oorlogsmonument voor de gevallen soldaten.

## Koude Oorlog
In 1955 werd op het fort een luchtwachttoren van het Korps Luchtwachtdienst (KLD) gebouwd, luchtwachttoren 8E1 - Rossum. Deze betonnen raatbouwtoren was bedoeld om laagvliegende vliegtuigen waar te nemen, die lager vlogen dan de radar kon waarnemen. De toren was onderdeel van een netwerk van 276 uitkijkposten dat in de jaren vijftig van de 20e eeuw, ten tijde van de Koude Oorlog, over heel Nederland was ingericht. De luchtwachttoren is gebruikt tot 1964, toen het KLD werd inkrompen en de luchtwachttorens in dit deel van het land werden opgeheven. In 2006 is de luchtwachttoren door eigenaar Staatsbosbeheer opgeknapt en voorzien van moderne stalen trappen en een nieuwe verdiepingsvloer. De toren is opengesteld als uitkijktoren voor bezoekers en kan dagelijks beklommen worden.